# Golden Earring (album)
Golden Earring is een muziekalbum van de Nederlandse rockband Golden Earring uit september 1970. Vanwege de hoesfoto met een muur van poppen is het album bekend geworden als Wall of Dolls.

## Geschiedenis
Met dit album bepaalde de band definitief zijn koers naar de progressieve rock. Met de single Back Home had Golden Earring zijn grootste hit ooit in Nederland. Het album stond in het najaar van 1970 zes weken nummer 1 in de LP Top 20.
In Japan werd dit album uitgegeven onder de titel Back Home, met een alternatieve hoes en twee nummerwisselingen.

## Nummers
1. Yellow and Blue (3.43)
2. The Loner (3.28)
3. This Is the Time of the Year (3.32)
4. Big Tree, Blue Sea (6.09)
5. The Wall of Dolls (3.31)
6. Back Home (3.50)
7. See See (3.10)
8. I'm Going to Send My Pigeons to the Sky (5.57)
9. As Long As the Wind Blows (5.20)

## Nummers op Back Home[2][1]
1. Yellow and Blue (3.43)
2. The Loner (3.28)
3. This Is The Time of the Year (3.32)
4. As Long As the Wind Blows (5.20)
5. The Wall of Dolls (3.31)
6. Back Home (3.50)
7. See See (3.10)
8. I'm Going to Send My Pigeons to the Sky (5.57)
9. Big Tree, Blue Sea (6.09)

## The Wall of Dolls
Het nummer The Wall of Dolls werd in april 2014 door Rinus Gerritsen opgenomen samen met de Vlaamse rockgroep Triggerfinger. De (7-inch)single kwam uit onder de titel Rinus' Garage. Op de B-kant staat het nummer Annie, gezongen door Rinus en zijn dochter Natousch.

## Bezetting
- George Kooymans - gitaar, zang
- Rinus Gerritsen - basgitaar, keyboards
- Barry Hay - fluit, zang, saxofoon
- Cesar Zuiderwijk - drums, percussie

## Productie
- Producer - Fred Haayen
- Technicus - Albert Kos
- Fotografie - Claude Van Heye
- Albumontwerp - Ron Seubert

## Hitnotering
| Golden Earring in de LP Top 20 - binnen: 05-09-1970 | Golden Earring in de LP Top 20 - binnen: 05-09-1970 | Golden Earring in de LP Top 20 - binnen: 05-09-1970 | Golden Earring in de LP Top 20 - binnen: 05-09-1970 | Golden Earring in de LP Top 20 - binnen: 05-09-1970 | Golden Earring in de LP Top 20 - binnen: 05-09-1970 | Golden Earring in de LP Top 20 - binnen: 05-09-1970 | Golden Earring in de LP Top 20 - binnen: 05-09-1970 | Golden Earring in de LP Top 20 - binnen: 05-09-1970 | Golden Earring in de LP Top 20 - binnen: 05-09-1970 | Golden Earring in de LP Top 20 - binnen: 05-09-1970 | Golden Earring in de LP Top 20 - binnen: 05-09-1970 | Golden Earring in de LP Top 20 - binnen: 05-09-1970 | Golden Earring in de LP Top 20 - binnen: 05-09-1970 | Golden Earring in de LP Top 20 - binnen: 05-09-1970 | Golden Earring in de LP Top 20 - binnen: 05-09-1970 | Golden Earring in de LP Top 20 - binnen: 05-09-1970 | Golden Earring in de LP Top 20 - binnen: 05-09-1970 |
| Week                                                | 1                                                   | 2                                                   | 3                                                   | 4                                                   | 5                                                   | 6                                                   | 7                                                   | 8                                                   | 9                                                   | 10                                                  | 11                                                  | 12                                                  | 13                                                  | 14                                                  |                                                     | 15                                                  | 16                                                  |
| --------------------------------------------------- | --------------------------------------------------- | --------------------------------------------------- | --------------------------------------------------- | --------------------------------------------------- | --------------------------------------------------- | --------------------------------------------------- | --------------------------------------------------- | --------------------------------------------------- | --------------------------------------------------- | --------------------------------------------------- | --------------------------------------------------- | --------------------------------------------------- | --------------------------------------------------- | --------------------------------------------------- | --------------------------------------------------- | --------------------------------------------------- | --------------------------------------------------- |
| Positie                                             | 10                                                  | 4                                                   | 1                                                   | 1                                                   | 1                                                   | 1                                                   | 1                                                   | 1                                                   | 2                                                   | 3                                                   | 8                                                   | 9                                                   | 11                                                  | 15                                                  | uit                                                 | 28                                                  | 28                                                  |
| Week                                                | 17                                                  | 18                                                  | 19                                                  | 20                                                  | 21                                                  | 22                                                  | 23                                                  | 24                                                  | 25                                                  | 26                                                  | 27                                                  | 28                                                  | 29                                                  | 30                                                  | 31                                                  |                                                     |                                                     |
| Positie                                             | 28                                                  | 28                                                  | 28                                                  | 49                                                  | 49                                                  | 49                                                  | 43                                                  | 43                                                  | 43                                                  | 43                                                  | 47                                                  | 47                                                  | 47                                                  | 47                                                  | 47                                                  | uit                                                 |                                                     |

Discografie